# Лудвиг IV фон Йотинген
Лудвиг IV фон Йотинген (на немски: Ludwig IV von Oettingen; † 1251) е граф на Йотинген в Швабия, Бавария и пфалцграф на Бавария.
Той е единственият син на граф Конрад II фон Йотинген († 1241/1250) и съпругата му графиня Елизабет фон Вюртемберг-Грюнинген († 1251), дъщеря на граф Конрад фон Вюртемберг-Грюнинген и графиня фон Кирхберг.
Лудвиг IV фон Йотинген се жени за фон Ортенбург († сл. 1231), дъщеря на граф Рапото II фон Ортенберг, пфалцграф на Бавария († 1231), и Удилхилда фон Дилинген. Те нямат деца.